# Biddeford
Biddeford es una ciudad ubicada en el condado de York en el estado estadounidense de Maine. En el censo de 2010 tenía una población de 21 277 habitantes y una densidad poblacional de 139,05 personas por km².Alberga la Iglesia de San José, que desde su dedicación en 1870 es el edificio más alto de Maine.

## Historia
Los indios abenaki, cuyo pueblo principal estaba río arriba en Pequawket (actual Fryeburg), cazaron y pescaron en el área. El primer europeo en establecerse en Biddeford fue el médico Richard Vines en el invierno de 1616-17 en Winter Harbor, como llamó a Biddeford Pool. Este desembarco de 1616 por parte de un europeo es anterior al desembarco del Mayflower en Plymouth, (ubicado a 160 km al sur) por unos cuatro años, un hecho pasado por alto en gran parte de la tradición de Nueva Inglaterra. En 1630, Plymouth Company otorgó la tierra al sur del río Swanckadocke a Vines y John Oldham. En 1653, la ciudad incluía ambos lados del río y fue incorporada por la Corte General de Massachusetts como Saco.
Biddeford se incorporó por primera vez como la ciudad de Saco en 1653. A Roger Spencer se le concedió el derecho en 1653 para construir el primer aserradero. La madera y el pescado se convirtieron en las principales exportaciones de la comunidad. En 1659, el mayor William Phillips de Boston se convirtió en propietario y construyó una guarnición y un molino en las cataratas. Durante la guerra del rey Felipe en 1675, la ciudad fue atacada por indios. Los colonos se retiraron a Winter Harbor por seguridad, y sus casas y molinos río arriba en las cataratas fueron quemados. En 1693, se construyó un fuerte de piedra a poca distancia debajo de las cataratas, pero fue capturado por los indios en 1703, cuando 11 colonos fueron asesinados y 24 fueron llevados cautivos a Canadá. En 1688, se construyó Fort Mary cerca de la entrada a Biddeford Pool. La ciudad fue reorganizada en 1718 como Biddeford, en honor a Bideford, una ciudad en el condado inglés Devon, de donde habían emigrado algunos colonos. Tras la batalla de las Llanuras de Abraham en 1759, cesaron las hostilidades con los nativos.
En 1762, la tierra al noreste del río se estableció como Pepperellborough, que en 1805 pasó a llamarse Saco. El primer puente a Saco fue construido en 1767. El río se divide en dos saltos que caen 12 m, proporcionando energía hidráulica para los molinos. Se establecieron fábricas para hacer botas y zapatos. La ciudad industrial en desarrollo también tenía canteras de granito y fábricas de ladrillos, además de molinos de madera y grano. Se construyeron importantes instalaciones de fabricación textil a lo largo de las orillas del río, incluida Laconia Company en 1845 y Pepperell Company en 1850. Biddeford se incorporó como ciudad en 1855.
Los molinos atrajeron oleadas de inmigrantes, incluidos irlandeses, albaneses y francocanadienses de Quebec. En un momento, las fábricas textiles emplearon hasta 12 000 personas, pero como sucedió en otros lugares, la industria entró en un largo período de declive. En 2009 cerró la última empresa textil que quedaba en la ciudad, WestPoint Home. La propiedad que ocupaba el molino se vendió y se está remodelando para viviendas y nuevos negocios. El último recorrido de troncos por el río Saco fue en 1943, y el último tronco aserrado en 1948. El nombre de Biddeford está grabado cerca del nivel superior del Monumento al Peregrino, en Provincetown, junto con los nombres de algunas de las ciudades y pueblos más antiguos de Nueva Inglaterra.
Durante la Segunda Guerra Mundial, la Reserva Militar Biddeford Pool se estableció de 1942 a 1945, en lo que ahora es el Club de Golf Abenakee. Contaba con cuatro plataformas circulares de hormigón denominadas "Monturas de Panamá" para cañones de 155 mm, tres de las cuales se mantienen en la actualidad.

## Geografía
Biddeford se encuentra ubicada en las coordenadas 43°26′19″N 70°23′35″O / 43.43861, -70.39306. Según la Oficina del Censo de los Estados Unidos, Biddeford tiene una superficie total de 153,02 km², de la cual 77,92 km² corresponden a tierra firme y 75,09 km² (49.07%) es agua.

## Demografía
Según el censo de 2010, había 21 277 personas residiendo en Biddeford y la densidad de población era de 139,05 hab/km². El 94,77% de los habitantes eran blancos, el 0,97% afroamericanos, el 0,55% amerindios, el 1,65% asiáticos, el 0,04% isleños del Pacífico, el 0,37% de otras razas y el 1,65% pertenecían a dos o más razas. Además, del total de la población, el 1,65% eran hispanos o latinos de cualquier raza.